# 洶湧暗河
《洶湧暗河》（Dark River）是英國女作家艾琳·杭特的系列小說《貓戰士》三部曲《三力量》中六集的第二集，於2007年12月26日由Happer Collins出版。中文版於2009年10月1日由晨星出版社出版。

## 劇情摘要
火星的三個孫子因為各自發現的祕密而痛苦掙扎。當他們在探索戰士真諦的同時，四族劍拔弩張的情勢隨時會粉碎數個月來的平靜。
星族的老祖靈們，求你們庇祐落葉能回到洞口！
松鴉掌的雙耳血脈噴張，現在已經無法去管落葉的驚恐了。
這時松鴉掌聽到轟然一聲，身後有一陣強風襲來，把他的毛全都吹向前，他轉頭一望，洪水衝擊著岩壁和隧道頂部，洶湧地朝他們而來。
快點！松鴉掌沒命似地逃。
落葉轉頭看，恐懼在他眼中閃爍，這一眼，落葉好像第一次看到了松鴉掌。
「救我！」
封面人物是松鴉掌。

## 資料來源
1. ↑  Warriors: Power of Three #1: Dark River, By Erin Hunter(HarperCollins Children's Books)